# Ristia tigrina
Ristia tigrina är en fjärilsart som beskrevs av Gagarin 1936. Ristia tigrina ingår i släktet Ristia och familjen praktfjärilar. Inga underarter finns listade.